# Salober (Falkensteinkamm)
Der Salober, auch Zwölferkopf, ist ein 1293 m ü. A. hoher Berg im Falkensteinkamm der Allgäuer Alpen an der bayerisch-tiroler Grenze bei Pfronten und Vils.

## Lage und Landschaft
Der wenig ausgeprägte Gipfel ist der höchste Punkt des Falkensteinkamms am Nordrand der Allgäuer Alpen. Er befindet sich südwestlich vom Weißensee im Füssener Gemeindegebiet, und nordwestlich der Stadt Vils.

## Zum Namen
Der Gipfel wird in der bayerischen Amtlichen Topographischen Karte (ATK25) als Salober geführt. Die dazugehörige Saloberalpe liegt östlich auf österreichischer Seite. In der Österreichischen Karte (ÖK50) ist dieser Berg als Zwölferkopf verortet; diesen Namen führt die bayrische Karte aber 500 Meter westlich auf Kote 1284. Hingegen findet sich auf älteren österreichischen Karten der Name Salober auf der 1000 Meter westlich liegenden Kote 1177, und dieser Berg als Zirmgrat. Der Grat bildete ursprünglich die Grenze der Herrschaft Vils, die Saloberalpe gehörte aber lange als Voralpe zur Stadt Füssen.
Der Name Saluber, älter Zaluber, steht wohl zu lateinisch salūber, –ris (m.) ‚gesund, wohlfeil, schön‘ (auch landschaftlich).
Der Name Zwölfer bezieht sich wohl auf die Orte Roßmoos respektive Wiedmar, zu denen er Mittag anzeigt. Westlich liegt noch der Einerkopf (1280 m), dessen Lage vermuten lässt, dass dieser Berg der eigentliche Zwölferkopf ist.

## Wege
Der Gipfel kann leicht als Abstecher vom Weg von der Ruine Falkenstein zum Alatsee bestiegen werden. Dieser Weg ist ein Teil der Via Alpina (Triest–Monaco, Violetter Weg Slowenien–Vorarlberg, Etappe A63 Füssen–Pfronten). Zustiege sind auch von Vils über die Saloberalm oder auf dem Forstweg bei Rossmoos/Benken von Norden möglich.